# Aodh, 4. Earl of Ross
Aodh, 4. Earl of Ross (anglisiert Hugh Ross, 4. Earl of Ross) (* vor 1290; † 19. Juli 1333 bei Berwick) war ein schottischer Adliger.

## Herkunft und Jugend
Aodh entstammte der schottischen Familie Ross. Er war der älteste Sohn von Uilleam, 3. Earl of Ross und von dessen Frau Euphemia. Er wird erstmals erwähnt, als ihm am 28. August 1297 freies Geleit zugesichert wird, um seinen im Tower of London inhaftierten Vater zu besuchen. Sein Vater blieb bis 1303 in englischer Gefangenschaft. In den nächsten Jahren standen sie auf englischer Seite, da sein Vater und er die Erhebung von Robert Bruce zum König ablehnten. Der englische König Eduard I. sprach ihm deshalb den Besitz von Ländereien zu, deren Besitzer Robert I. unterstützten. Robert I. konnte sich jedoch in Schottland erfolgreich gegen die Engländer und ihre Verbündeten behaupten. 1308 unterwarf er auch das Earldom Ross, worauf sich Aodhs Vater Robert I. unterwarf. Aodh nahm zusammen mit seinem Vater 1309 am ersten Parlament teil, das Robert I. als schottischer König abhielt. In den nächsten Jahren stand der junge Aodh hoch in der Gunst des Königs, der ihm vermutlich um 1315 erlaubte, seine Schwester Maud zu heiraten. Dazu erhielt er vom König verschiedene Lehen und Ämter, darunter das Amt des Sheriffs der Isle of Skye, die Verwaltung der Burghs von Cromarty und Nairn sowie Besitzungen im südlichen Ross und Black Isle. Dazu erhielt er die Herrschaft Glendowachy in Fife.

## Loyaler Unterstützer der schottischen Könige
Nach dem Tod seines Vaters Anfang 1323 erbte Aodh dessen Besitzungen und den Titel Earl of Ross. Dank der Schenkungen, die er bereits vom König erhalten hatte und noch weiter erhielt, wurde er einer der reichsten schottischen Magnaten. Am 17. März 1328 gehörte er dem schottischen Parlament an, dass den Frieden mit England billigte, und im selben Jahr schwor er als Vertreter des Königs, die Bestimmungen des Heiratsvertrags des Thronfolgers David mit der englischen Königstochter Johanna einzuhalten. Nach dem Tod von Robert I. 1329 unterstützte Ross loyal dessen minderjährigen Sohn David II. Als während des Zweiten Schottischen Unabhängigkeitskriegs eine englische Armee in Schottland einfiel, um Edward Balliol auf den schottischen Thron zu bringen, gehörte Ross dem schottischen Heer an, das in der Schlacht bei Halidon Hill entscheidend geschlagen wurde. Er fiel in der Schlacht, nachdem er mit seinen Männern noch versucht hatte, die Flucht der geschlagenen schottischen Armee zu decken. Sein Leichnam wurde in der Familienstiftung Fearn Abbey beigesetzt.

## Ehen und Nachkommen
Ross war zweimal verheiratet. Mit seiner ersten Frau Maud Bruce hatte er zwei Söhne und eine Tochter, darunter:
- Uilleam, 5. Earl of Ross († 1372), ⚭ Mary MacDonald;
- John Ross († 1364);
- Marjorie († nach 1350), ⚭ Maol Íosa, 8. Earl of Strathearn.

Maud starb vor 1329, worauf Ross am 24. November 1329 einen päpstlichen Dispens erhielt, um Margaret Graham, eine Tochter von Sir John de Graham of Abercorn zu heiraten. Mit ihr hatte er einen Sohn und drei Töchter, darunter:
- Hugh Ross († vor 1374), Begründer der Familienlinie Ross of Balnagown;
- Euphemia de Ross († 1386), ⚭ (1) John Randolph, 3. Earl of Moray (1306–1346), ⚭ (2) Robert the Steward (1316–1390), ab 1371 als Robert II. König von Schottland.